# Cabo Melville

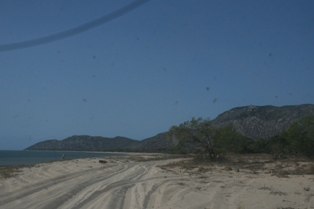
Praia em Cabo Melville

Cabo Melville é um promontório na costa leste da Península do Cabo York, na Austrália. A oeste fica a Baía da Princesa Charlotte. Faz parte do Parque Nacional do Cabo Melville. O Cabo Melville foi nomeado Cabo Stoney em 1815 pelo Tenente Charles Jeffreys no HM Kangaroo, mas posteriormente renomeado por ele como Cabo Melville
A Ilha Pipontem cerca de seis km ao norte do cabo e Ilha Hales cerca de dois km a leste, ambos fazem parte do Parque Marinho da Grande Barreira de Corais. King Island fica a vários quilômetros a noroeste do cabo. O pico mais alto do cabo é o Abbey Peak, que recebeu esse nome em 1901 pelo comandante Munro. R.N., a bordo do HMS Dart.
O cabo consiste em afloramentos de granito que se formaram 250 milhões de anos atrás.

## Ecossistema único
O promontório foi descrito como um "mundo perdido". Várias espécies de animais existem em uma seção isolada da floresta tropical há milhões de anos. Um campo de pedras de granito impediu que incêndios florestais afetassem a área e manteve a umidade dentro.
Em março de 2013, uma equipe de cientistas e cineastas juntou-se às fileiras dos poucos visitantes humanos da floresta úmida enevoada no topo da cordilheira Melville, uma pequena cordilheira em Cape Melville, parte da Península de Cape York, no nordeste da Austrália.
A fauna e a flora encontradas perto do Cabo Melville são diversificadas e incluem várias espécies endêmicas, incluindo a Palmeira Foxtail a lagartixa-de-cauda-folha do Cabo Melville, a lagartixa-sombra do Cabo Melville e a rã-pedregulho manchada.